# Kapelstraat (Utrecht)
De Kapelstraat is een straat in de Nederlandse stad Utrecht in de buurt Wittevrouwen. De straat loopt vanaf de Biltstraat tot aan de Kleine Singel en Blauwkapelseweg waar hij in overgaat. De lengte van deze straat is ongeveer 300 meter. De Kapelstraat is het eerste deel van de oorspronkelijke weg van Utrecht naar Het Gooi met de naam Kapelseweg. Deze liep van de Biltstraat, naar het toenmalige plaatsje Blauwkapel dat zijn naam te danken heeft aan het kapelletje uit 1451 met een blauw plafond. Toen rond 1860 de nieuwbouw van de buurt Wittevrouwen een aanvang nam, kreeg het verkeer richting Hilversum door de Kleinesingel een directe aansluiting op de Wittevrouwensingel.
Op de Kapelstraat komen vier straten uit te weten de Bouwstraat, Frederikastraat, Staalstraat en Leistraat. De straat bevat zowel eengezinswoningen alsook boven- en benedenwoningen. De straat ligt midden in een typisch laatnegentiende-eeuwse arbeidersbuurt, waar veel kleinschalige bedrijfjes en winkels onderdak vonden. Net als in heel Wittevrouwen worden de huisjes gerenoveerd nadat de straat in de jaren 70 in verval was geraakt.
Christiaan Kramm ontwierp in de 19e eeuw het inmiddels verdwenen landhuis Rusthof in de straat en woonde er tussen 1828 en 1875. Tijdens de oorlog in de nacht van 22 op 23 juni 1943 zijn brokstukken van de Lancaster ED928-B naar beneden gevallen op de woonhuizen van de Kapelstraat nummer 47-49. In de straat stond een brandspuithuisje maar of de brandweer nog iets heeft kunnen betekenen, vertellen de annalen niet. Bij de ramp zijn een jongetje van vier jaar oud en vijf van de zeven bemanningsleden van het neergeschoten Britse vliegtuig om het leven gekomen. Aan het pand Kapelstraat 47 hangt een informatiebord wat nog herinnerd aan de neergestorte bommenwerper.

## Trivia
- Tussen de huizen Kapelstraat 108 en Kleinesingel 43 (waarvan de voordeur van dit bovenhuis in de Kapelstraat zit) bevindt zich een poort, die vroeger verder door liep naar een binnenplaats waaraan toentertijd een aantal woningen zaten. Maar met het wegvallen van kolenhandel Takken's[4][5] op de Wittevrouwensingel plus Kleinesingel alsook het doortrekken van de toen nog doodlopende St. Janshovenstraat naar de Wittevrouwensingel toe heeft er een totale verandering plaatsgevonden waarbij deze poort in onbruik kwam en de huizen daar achter zijn afgebroken en er een heel nieuw gedeelte is ontstaan. Op de plek van deze voormalige huizen is nu het Marmerplein dat uitkomt op de Kleinesingel waar vroeger ook een poort was en waar achterin een hoefsmid zat.
- Ooit heeft aan de Kapelstraat 17 de landelijke R.K. Werklieden-Vereniging St. Joseph gezeten ( 1895 - 1905 ) en zag de Kapelstraat er toen geheel anders uit.[6]
- Acteur Rijk de Gooijer heeft in de Kapelstraat gewoond.[7]

## Fotogalerij

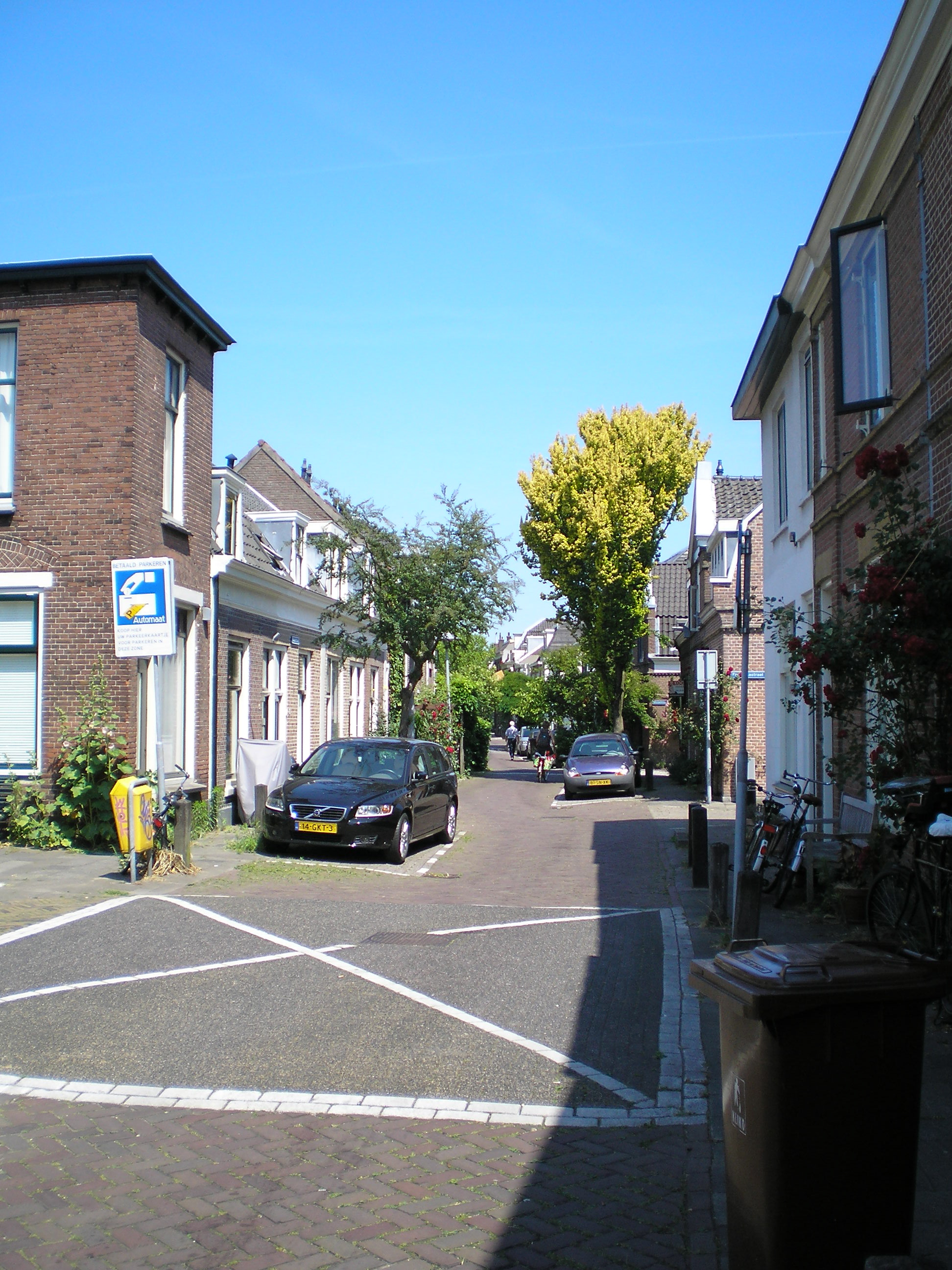
Kapelstraat gezien in de richting Blauwkapelseweg Griftpark met links de Staalstraat en rechts de Frederikastraat en vervolgens Bouwstraat te Utrecht.
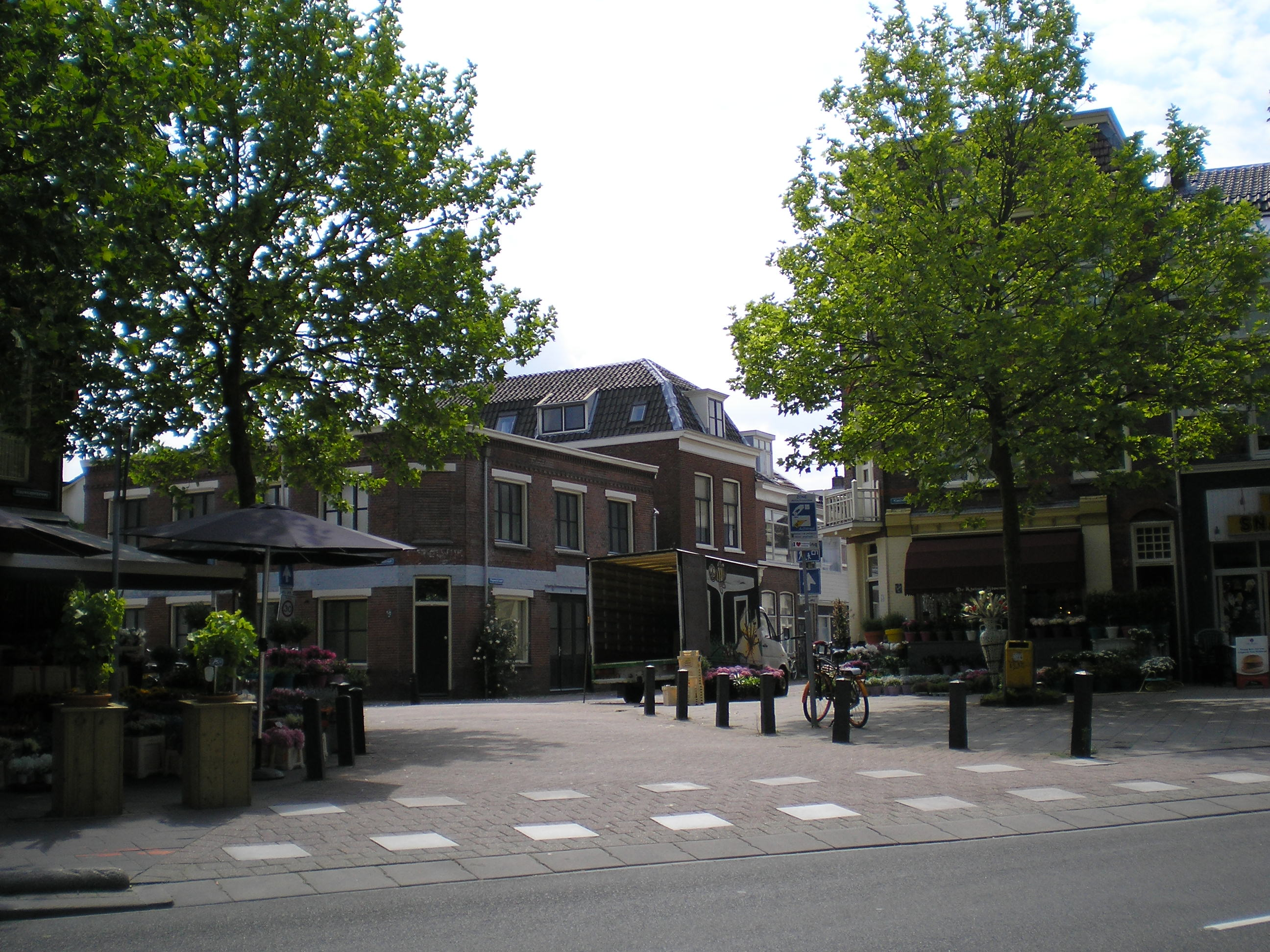
Voormalige radiateurenfabriek op de hoek Gildstraat/Kapelstraat gezien vanaf de hoek Blauwkapelseweg Kleinesingel te Utrecht.
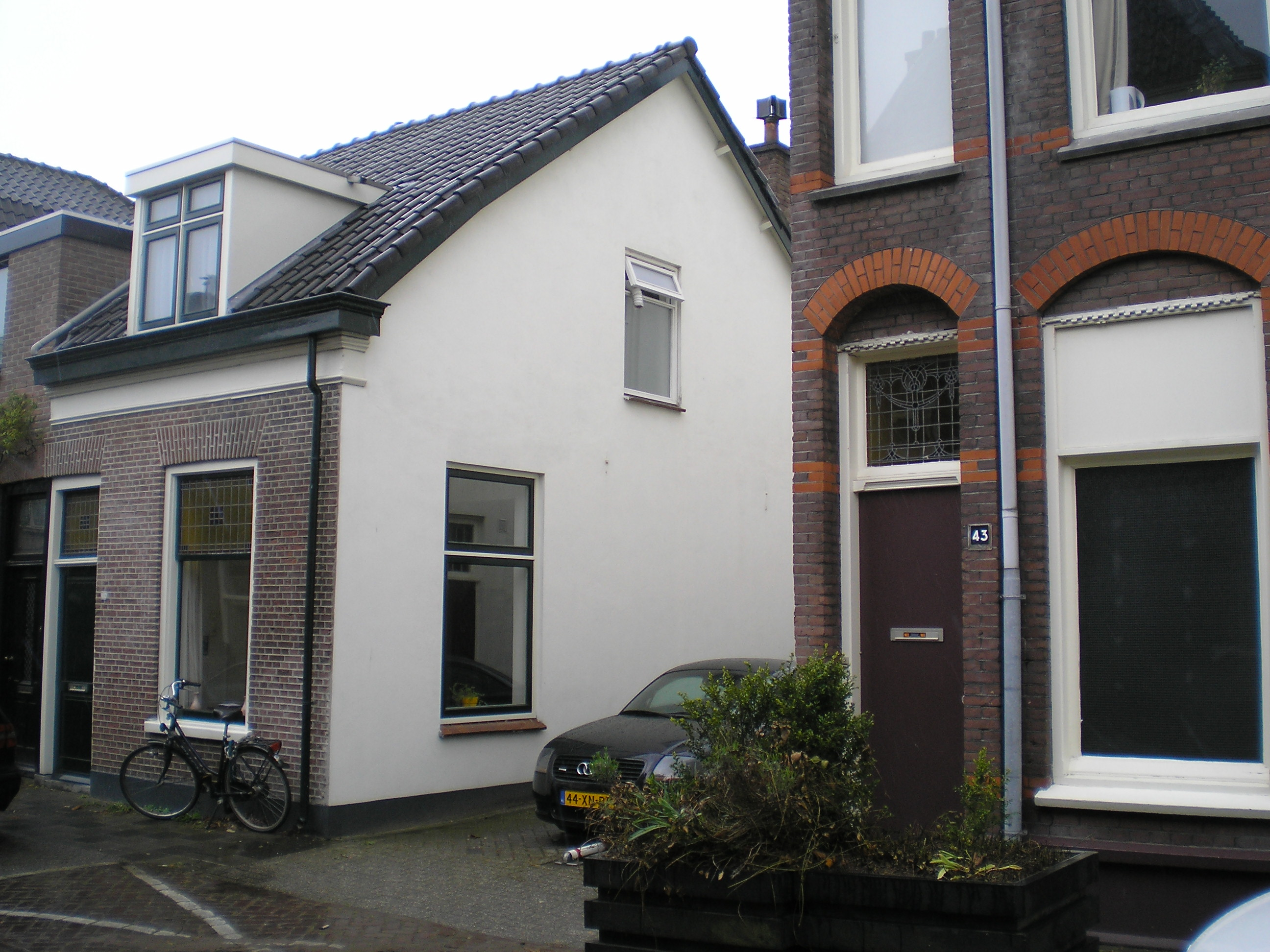
Poort naast pand Kleinesingel 43 in de Kapelstraat naar voormalige binnenplaats waar huizen vroeger omheen stonden
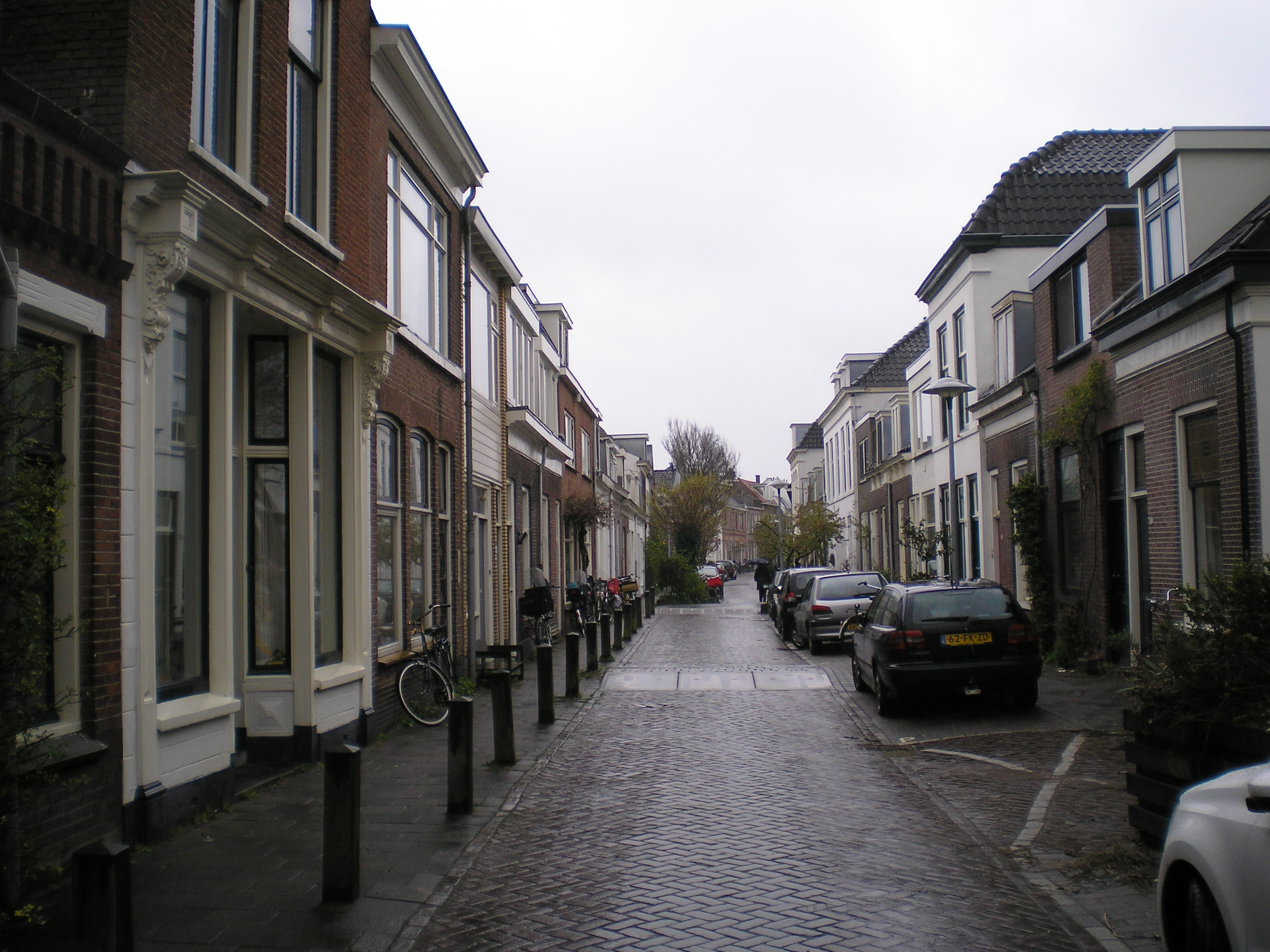
Kapelstraat gezien vanaf de Kleinesingel

Biltstraat ·
Blauwkapelseweg ·
Bollenhofsestraat ·
Hoefsmederijpad ·
Hoefsmederijstraat ·
Hoefijzerstraat ·
Kapelstraat ·
Kleinesingel ·
Poortstraat ·
Veeartsenijpad ·
Veeartsenijstraat ·
Wittevrouwensingel